# Радахувка
Радахувка (пол. Radachówka) — село в Польщі, у гміні Колбель Отвоцького повіту Мазовецького воєводства.
Населення — 143 особи (2011).
У 1975-1998 роках село належало до Седлецького воєводства.

## Демографія
Демографічна структура станом на 31 березня 2011 року:
|          | Загалом | Допрацездатний вік | Працездатний вік | Постпрацездатний вік |
| -------- | ------- | ------------------ | ---------------- | -------------------- |
| Чоловіки | 78      | 16                 | 54               | 8                    |
| Жінки    | 65      | 15                 | 29               | 21                   |
| Разом    | 143     | 31                 | 83               | 29                   |